# Limena
Lìmena (Imena in veneto) è un comune italiano di 8 246 abitanti della provincia di Padova in Veneto, situato a nord del capoluogo. A Limena dal fiume Brenta si stacca il canale Brentella. È un comune facente parte dell'hinterland di Padova.
Evolutasi, soprattutto nel secondo dopoguerra, da paese ad eminente vocazione agricola a centro di produzione prevalentemente industriale, la località mostra — urbanisticamente parlando — una ricca presenza di uno sviluppo industriale.

## Origini del nome
Il toponimo riflette verosimilmente il latino limen, -iminis ma, osserva Olivieri 1961, pg. 132, riesce difficile stabilire quale significato abbia limen nel caso specifico: forse, come geonimo per ″soglia di terreno sporgente dalle paludi″, qualora non indichi, invece, il confine tra Padova e l'antico Contado Vicentino che si estendeva già fin quasi alle mura di Padova oppure il confine ovest della centuriazione di Camposampiero. Non è neppure da escludere un'origine greca del nome, per assonanza col lemma greco antico λἱμήν, limèn, "porto, rifugio, asilo". Il toponimo, comunque, è attestato già nell'anno 913 come Villa que dicitur Limena.

## Storia

### Preistoria e mito
Come normalmente accade, tanto da divenire quasi un'affermazione tautologica, per l'epoca primordiale possiamo sostanzialmente azzardare poco più che semplici congetture. Per quel che riguarda Limena, l'ordinaria difficoltà che affligge gli studi paleologici è inasprita dalle devastazioni arrecate al suolo dalle frequenti variazioni di corso e/o di alveo del fiume Brenta, ovviamente più frequenti in un'era in cui le opere di difesa idraulica non erano neppure concepibili, talché la natura si manifestava a proprio temibile e totale arbitrio.
Non è congettura, però, il ritrovamento di reperti archeologici nella zona di Ponterotto —  contigua a Limena — su cui si fonda l'ipotesi di antropizzazione a partire quanto meno dal Neolitico.

### Età antica
Per l'epoca romana, vi è invece ricca documentazione storico-scientifica: dal ritrovamento di tombe romane nella zona (paesaggisticamente gradevole) del Tavello, alla mera constatazione del fatto che ben tre strade romane (via dell'Arzere, via di Val Medoaci, via Aurelia) solcassero le terre di cui discorriamo.
Un'indiretta conferma dell'importanza di Limena già in epoca piuttosto remota può ravvisarsi nella qualifica di pieve riconosciutale dall'imperatore Berengario in un documento del 20 aprile 918.

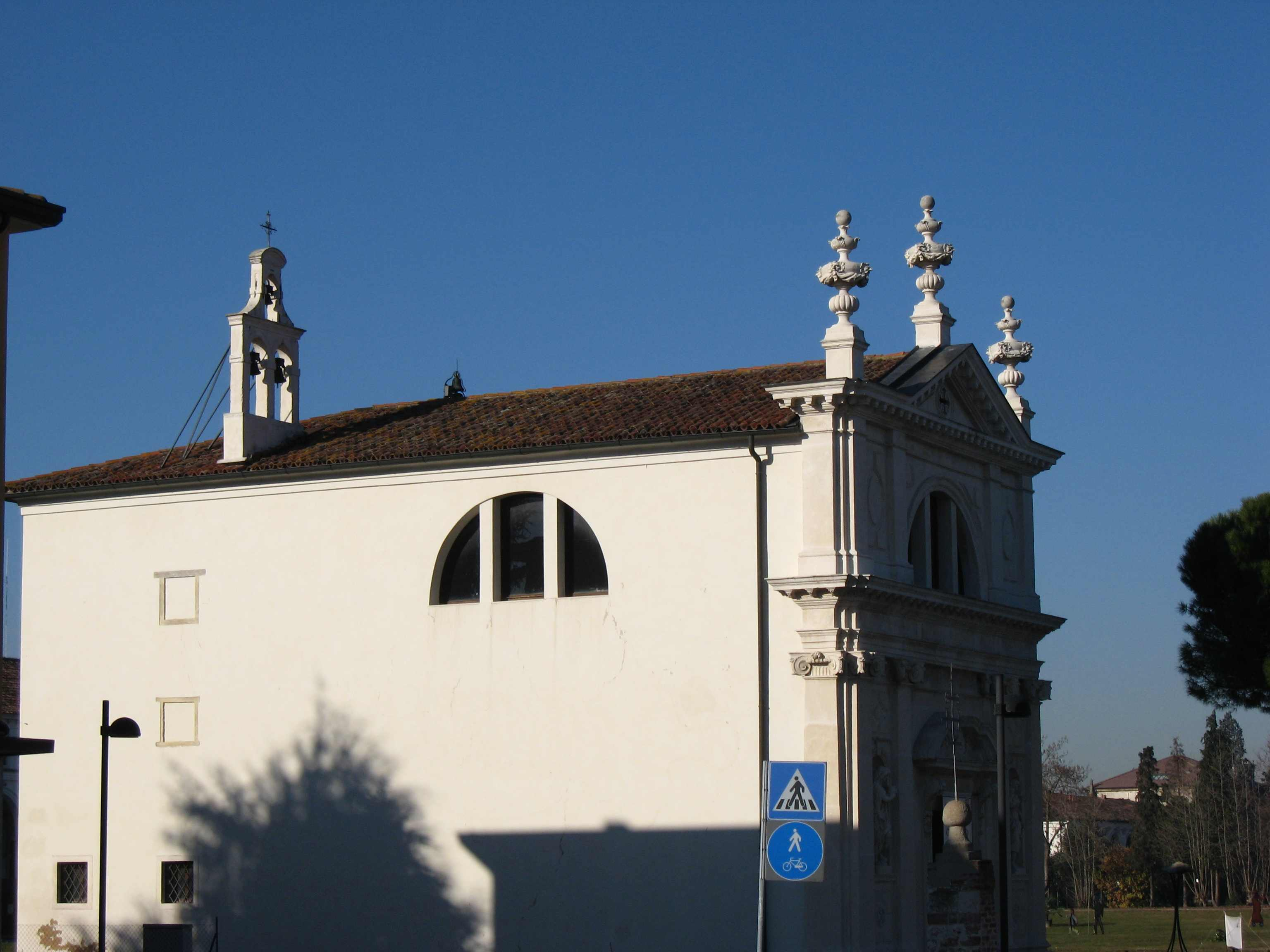
L'oratorio della Beata Vergine del Rosario, adiacente alla barchessa

### Medioevo
Caduto l'impero romano, anche Limena fu soggetta all'imperversare di vari "barbari", e subì sostanzialmente le medesime vicissitudini del capoluogo provinciale, cui rimandiamo per brevità. Ricorderemo, tuttavia, il ridimensionamento del territorio limenese occorso intorno al VII secolo, con distacco della pieve di Limena, assegnata a Vicenza fino al 1157, anno in cui il Papa Adriano IV ne disporrà il reintegro sotto la Diocesi di Padova.
Nella cosiddetta Età comunale, Limena ricadde, com'era prevedibile, nella sfera d'influenza patavina. È a quest'epoca (di rinascita amministrativa e civile, ma anche di conflitti "campanilistici") che risale lo scavo (1314) del già ricordato canale Brentella, di importanza strategica in quanto consentiva (collegando il fiume Brenta con l'omologo Bacchiglione) di porre rimedio ai "tagli" che i vicentini operavano "a monte" sul Bacchiglione, allo scopo di privare i padovani della "forza motrice" per la panificazione.
La rilevanza tattica del contesto geografico de quo trova riscontro nell'edificazione di un apposito castello a presidio del comprensorio Brenta-Brentella. L'opera fu testimone (ed ovviamente anche "protagonista") di svariate battaglie, finché le truppe imperiali di Massimiliano non la distrussero definitivamente (1509) nella cornice della guerra della Lega di Cambrai.

### La Serenissima
Dal 1406, i territori già soggetti a Padova passarono sotto il dominio della Repubblica di Venezia, venendone a costituire il Dogado da tera.

### Età moderna e contemporanea
Non ripeteremo qui le note vicende del Trattato di Campoformio, del Risorgimento nazionale fino al Plebiscito che riporterà — nel 1866 — buona parte del Veneto (Limena compresa), sotto le bandiere del Regno d'Italia.
Anche nella prima guerra mondiale Limena fu accomunata alle vicende del resto dell'Italia.
Della seconda guerra mondiale merita ricordare che Limena (per la sua incipiente rilevanza industriale e ferroviaria), subì nel 1944-1945 intensi bombardamenti per opera dell'aviazione alleata.
Come anticipato in apertura, gli anni cinquanta furono decisivi per la potente riconversione industriale del paese.

## Monumenti e luoghi d'interesse
- Colmelloni sul Brenta (opere di difesa idraulica esistenti fin dal 1370, chiamati dalla popolazione locale "cascate")
- Chiesa parrocchiale (dei primi del Novecento)
- Oratorio della Beata Vergine del Rosario (in prossimità della Barchessa, attuale sede del municipio)
- Villa Fini
- Villa Pacchierotti-De Benedetti
- Tavello
- Barchessa (sede del comune)
- Villa Salata
- Percorso Vita
- Parco di Punta Speron

## Economia
Il Comune di Limena dispone attualmente della presenza di centinaia di aziende nel suo territorio. La Zona Industriale di Limena è importante a livello regionale. Nel comune sono presenti anche attività ristorative e alberghiere.

## Società

### Evoluzione demografica
Abitanti censiti

## Cultura

### Media
Limena è citata nel libro Memoria di David Lagercrantz.

## Infrastrutture e trasporti

### Mobilità urbana
Il Comune di Limena è servito dalle seguenti linee di trasporto pubblico di Busitalia Veneto:
- Linea U13 (Limena [Via Cabrelle] - Altichiero - Sacro Cuore - Santissima Trinità - Borgomagno - Codalunga - Giotto - Largo Europa - Riviere - Santo - Prato della Valle - Gattamelata - Forcellini - Terranegra [Via Boccaccio])
- Linea E021 (Stazione di Padova - Limena e prosegue fino a Bassano del Grappa)

- Linea E074 (Stazione di Padova - Limena - Del Medico e prosegue fino a Carmignano di Brenta)

Le località di Taggì di Sotto e Taggì di Sopra sono servite dalle seguenti linee:
- Linea U11 (Taggì di Sotto - via Montà - porta Trento - via B.Pellegrino - via Giotto - Largo Europa - Riviere - Santo - Prato della Valle - via Manzoni - via Crescini - S.Osvaldo - via Comino - via Tre Garofani - via De Lazara)

- Linea E40 (Stazione di Padova - Taggì di Sotto - Taggì di Sopra e prosegue fino a Camisano o San Pietro in Gù)

### Strade
Il Comune si trova in una posizione strategica:
- La strada statale 47 della Valsugana passa per Limena e collega Padova a Trento, passando per Curtarolo, Cittadella, Bassano del Grappa, Borgo Valsugana e Pergine Valsugana.

- È servito dalla "Tangenziale di Limena", importante per la viabilità tra Padova e Piazzola Sul Brenta.

- Inoltre, vi è l'uscita dell'autostrada A4 di Padova Ovest, risultando comodo per raggiungere lontane destinazioni nazionali come Torino, Milano, Bergamo, Verona, Venezia o Trieste.

## Amministrazione

### Sindaci dal 1946
|                                                      | Giovanni Facco                             | Democrazia Cristiana | 1946-1951      | 1946   |
|                                                      | Mario Piva                                 | Democrazia Cristiana | 1951-1970      | 1951   |
| 1956                                                 | Mario Piva                                 | Democrazia Cristiana | 1951-1970      |        |
| 1960                                                 | Mario Piva                                 | Democrazia Cristiana | 1951-1970      |        |
| 1964                                                 | Mario Piva                                 | Democrazia Cristiana | 1951-1970      |        |
|                                                      | Attilio Guadagnin                          | Democrazia Cristiana | 1970-1971      | 1970   |
|                                                      | Francesco Piva                             | Democrazia Cristiana | 1971-1973      | (1970) |
|                                                      | Isidoro Rossetto                           | Democrazia Cristiana | 1973-1975      | (1970) |
|                                                      | Eugenio Piran                              | Democrazia Cristiana | 1975-1980      | 1975   |
|                                                      | Antonio De Rossi                           | Democrazia Cristiana | 1980-1985      | 1980   |
|                                                      | Antonio Fasolato                           | Democrazia Cristiana | 1985-1990      | 1985   |
|                                                      | Bruno Trevellin                            | Democrazia Cristiana | 1990-1995      | 1990   |
| Sindaci eletti direttamente dai cittadini (dal 1995) |                                            |                      |                |        |
|                                                      | Marino Cavinato                            | Centro-sinistra      | 1995-1999      | 1995   |
|                                                      | Gilberto Vettorazzi                        | Centro-sinistra      | 1999-2008      | 1999   |
| 2004                                                 | Gilberto Vettorazzi                        | Centro-sinistra      | 1999-2008      |        |
|                                                      | Carlo de Rogatis (Commissario prefettizio) | -                    | 2008-2009      | -      |
|                                                      | Giuseppe Costa                             | Centro-destra        | 2009-2019      | 2009   |
| 2014                                                 | Giuseppe Costa                             | Centro-destra        | 2009-2019      |        |
|                                                      | Stefano Tonazzo                            | Centro-destra        | 2019-in carica | 2019   |

## Galleria d'immagini

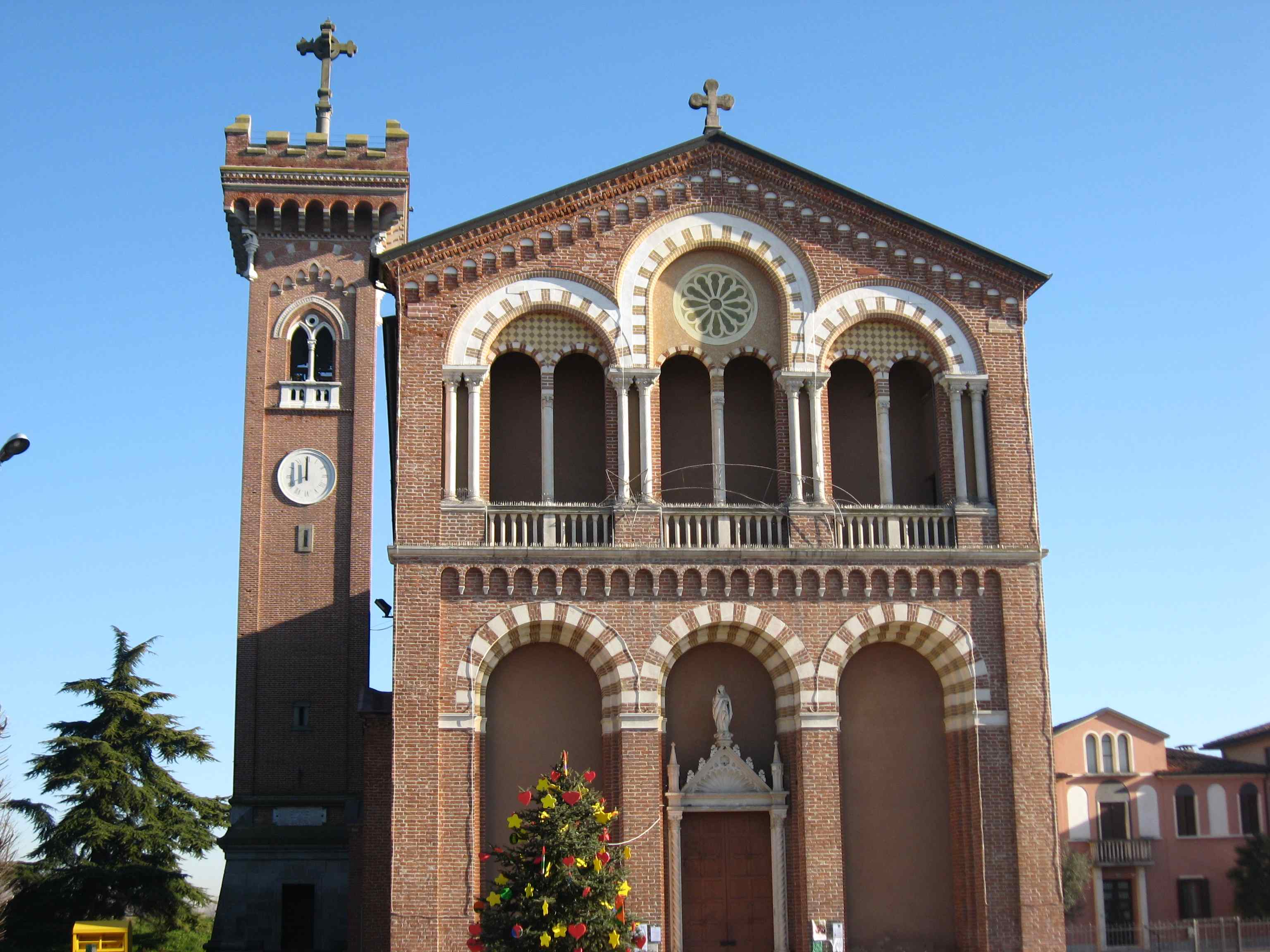
La chiesa parrocchiale di Limena, veduta frontale
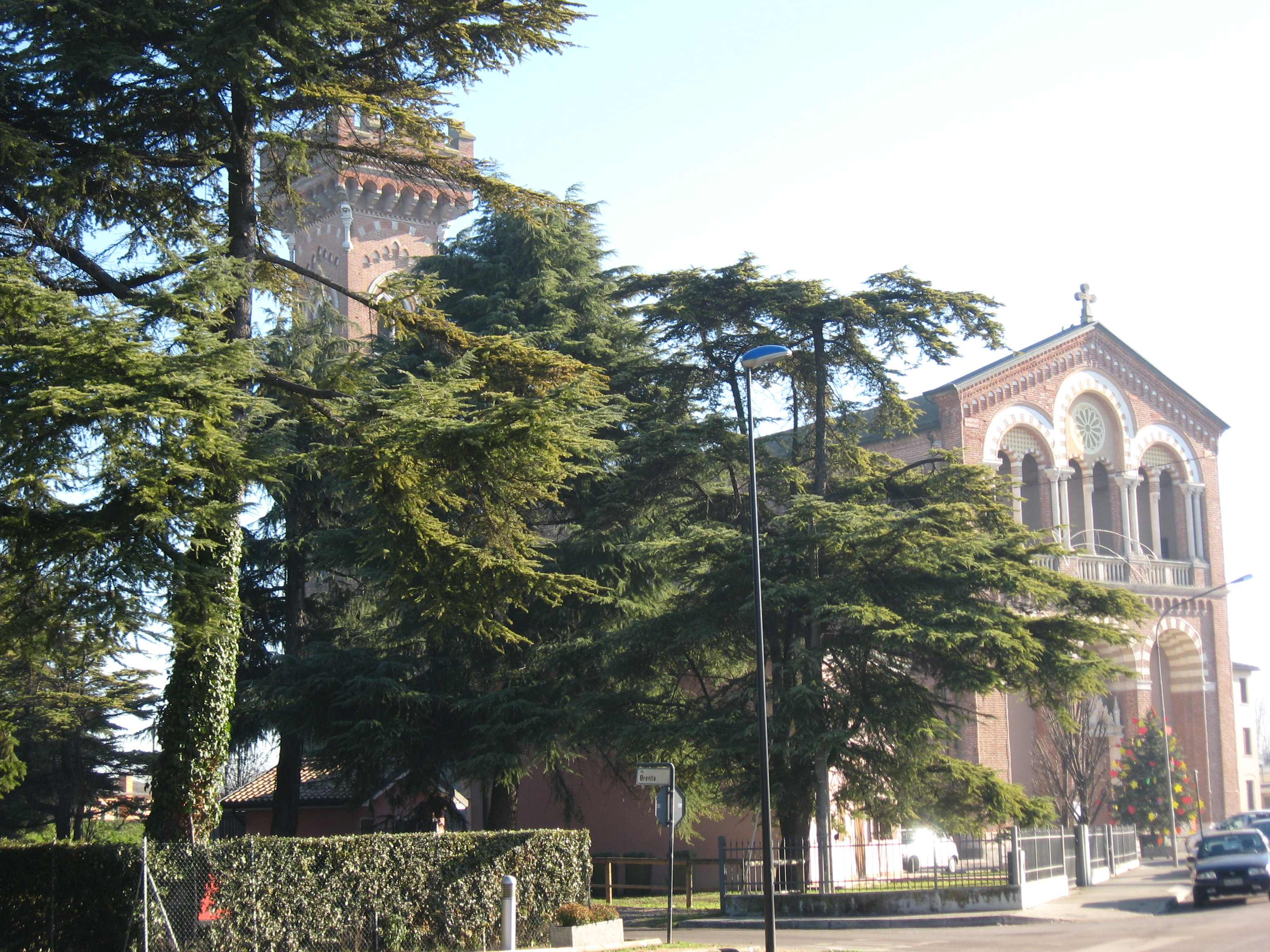
La chiesa parrocchiale di Limena, veduta di tre quarti
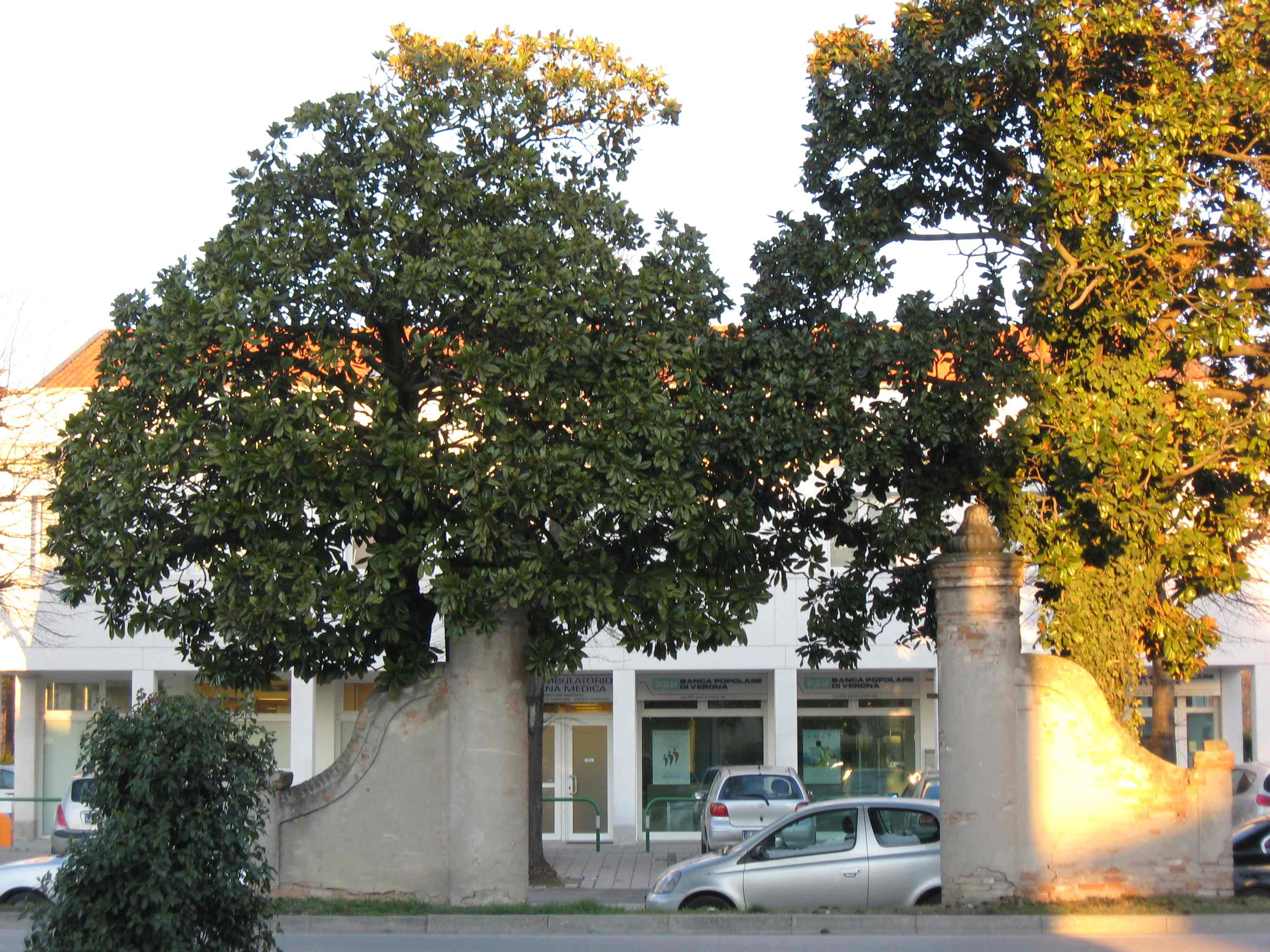
Via del Santo: antica cancellata
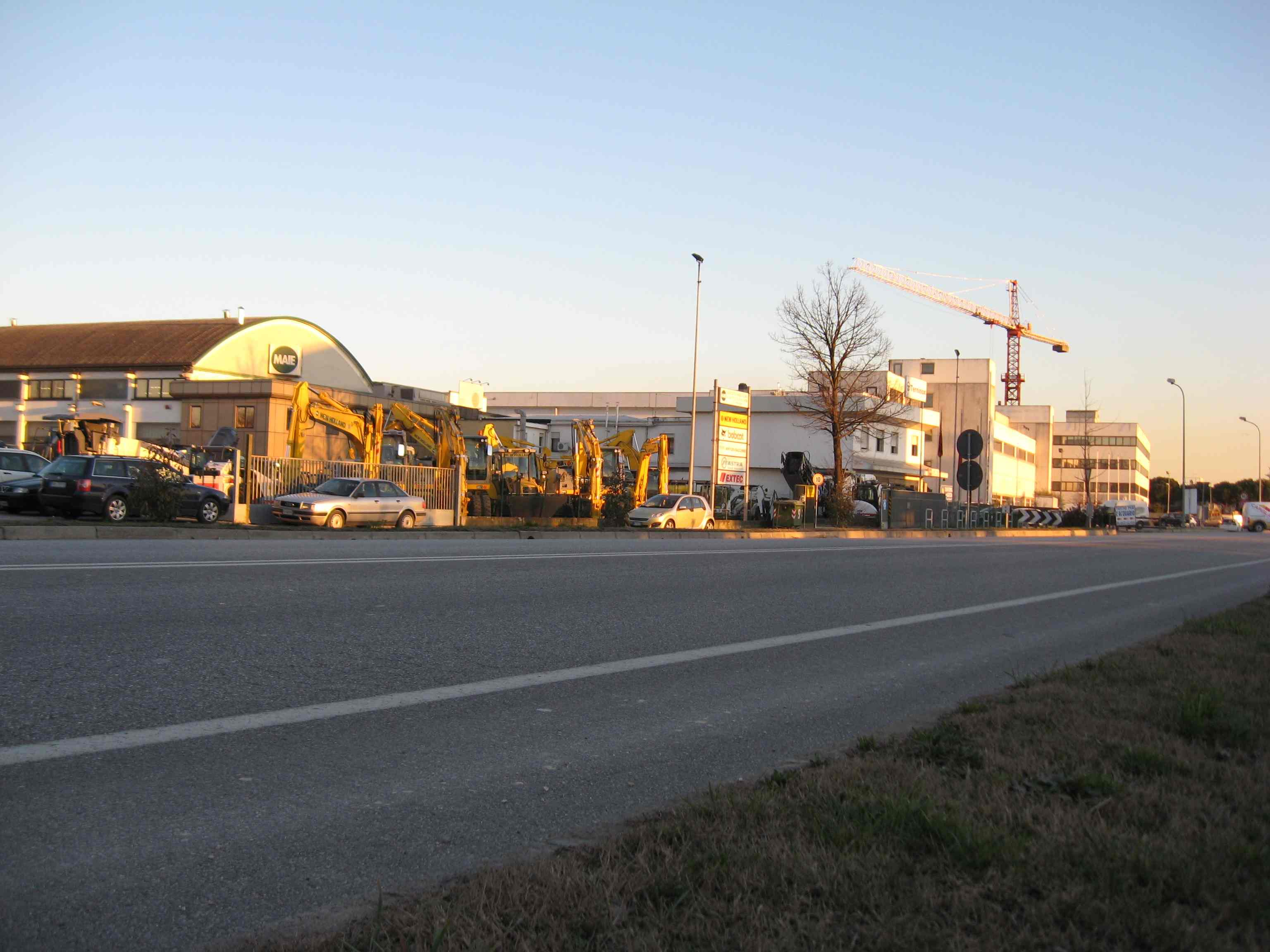
Via del santo: moderne costruzioni